# Сосна Веймутова (Гусятинський район)
Сосна́ ве́ймутова — ботанічна пам'ятка природи місцевого значення в Україні.
Розташована поблизу села Яблунів Чортківського району Тернопільської області у квадраті 45 Копичинецького лісництва державного підприємства «Чортківське лісове господарство», в межах лісового урочища «Яблунівська дача». Оголошена рішенням виконавчого комітету Тернопільської обласної ради від 17 листопада 1969 року № 747 «Про затвердження Списку пам'яток природи, що беруться під охорону держави».
Площа пам'ятки — 0,04 га. Під охороною три дерева сосни Веймута (Pinus strobus) віком понад 95 років заввишки 32 м, які мають науково-пізнавальну, історичну та естетичну цінність. Середній діаметер стовбурів на висоті 0,05 м — 90 см, на висоті 1,3 м — 75 см. Дерева оточує ясенево-дубово-липово-кленово-грабове насадження.

## Умови зростання
Рельєф місцевості, де знаходиться пам'ятка, рівнинний. Ділянка волога.

## Структура пам'ятки
- Сосна № 1. Висота дерева 33 м. Діаметер стовбура на висоті 0,05 м — 90 см, на висоті 1,3 м — 72 см. Крона обнобока, заввишки 18 м. Найбільша ширина із заходу на схід — 8 м, з півночі на південь — 9 м. Стан дерева добрий.
- Сосна № 2. Висота дерева 32 м. Діаметер стовбура на висоті 0,05 м — 88 см, на висоті 1,3 м — 77 см. Крона колоноподібна, заввишки 18 м. Найбільша ширина із заходу на схід — 6 м, з півночі на південь — 5 м. Стан дерева добрий.
- Сосна № 3. Висота дерева 31 м. Діаметер стовбура на висоті 0,05 м — 95 см, на висоті 1,3 м — 73 см. Крона колоноподібна, заввишки 19 м. Найбільша ширина із заходу на схід — 9 м, з півночі на південь — 10 м. Стан дерева добрий.